# Vera Farmiga
Vera Farmiga (n. 6 august 1973) este o actriță și producătoare americană de film. Pentru rolul din Sus, în aer a fost nominalizată la Premiile Oscar, Globul de Aur, BAFTA și SAG.

## Biografie și carieră
Cariera sa a început pe Broadway ca dublură la teatru în piesa din 1996 a lui Ronald Harwood, Taking Sides.
Rolul ei în filmul Cârtița (The Departed) (2006), care a câștigat Premiul Oscar pentru cel mai bun film, i-a adus actriței recunoaștere internațională. În 2011, Vera Farmiga a regizat primul ei film,  Higher Ground.

## Filmografie
- 1998 Return to Paradise
- 2000 Autumn in New York
- 2001 15 Minutes
- 2002 Dummy
- 2004 Down to the Bone
- 2004 Candidatul manciurian (The Manchurian Candidate), regia Jonathan Demme
- 2006 Running Scared
- 2006 Cârtița (The Departed), regia Martin Scorsese
- 2007 Never Forever
- 2008 The Boy in the Striped Pyjamas
- 2009 Orfana (Orphan), regia Jaume Collet-Serra
- 2009 Sus, în aer (Up in the Air), regia Jason Reitman
- 2010 Henry's Crime
- 2011 Higher Ground
- 2011 Transfer de identitate (Source Code), regia Duncan Jones
- 2012 Casa conspirativă (Safe House), regia Daniel Espinosa
- 2013 Trăind printre demoni (The Conjuring), regia James Wan
- 2013 La Middleton (At Middleton), regia Adam Rodgers
- 2014 Mai aproape de lună (Closer to the Moon), regia Nae Caranfil
- 2014 The Judge
- 2016 Special Correspondents
- 2016 Trăind printre demoni 2 (The Conjuring 2), regia James Wan
- 2016 Burn Your Maps
- 2017 Boundaries
- 2019 Annabelle Comes Home